# Stade Robert-Poirier
Le stade Robert-Poirier, ou stade d'athlétisme de Villejean, est un stade d'athlétisme couvert conçu par l'agence d'architecture Chabanne et partenaires, inauguré le 5 juin 2015 sur le campus de Villejean à Rennes. Il est exploité par le département d'Ille-et-Vilaine et est installé sur un terrain appartenant à l'université Rennes-II dans le cadre du développement d'un campus d'excellence sportive et peut accueillir 1 200 spectateurs dont 734 assis.
Il trouve son origine dans le développement du campus de Ker Lann pendant les années 1990. Plusieurs projets de stades couverts multisports y sont envisagés, mais sont abandonnés faute de financement. Ce n'est qu'avec le développement du campus d'excellence sportive de Bretagne que le projet commence à se réaliser à partir du début des années 2010.

## Historique

### Premiers projets
La création du campus de Ker Lann à Bruz en banlieue rennaise par le conseil général d'Ille-et-Vilaine dans les années 1990 entraine un premier projet de complexe multisports couvert d'un coût de 65 millions d'euros, principalement à la charge du département. Celui-ci est évoqué dès 1993, mais ne vois finalement pas le jour. La majorité de droite du conseil général soutient le développement du campus, alors que la majorité de gauche à Rennes ainsi qu'une partie des acteurs universitaires locaux sont opposés à celui-ci, ce qui empêche sa réalisation.
Le projet est relancé lorsque le socialiste Jean-Louis Tourenne accède à la tête du conseil général d'Ille-et-Vilaine à la suite des élections cantonales de 2004. Une ouverture est visée pour 2008 sur le campus de Ker Lann pour un coût de 45 millions d'euros entièrement à la charge du conseil général, mais les réductions budgétaires faisant suite au déclenchement d'une crise économique mondiale compromettent ce projet.

### Relance du projet

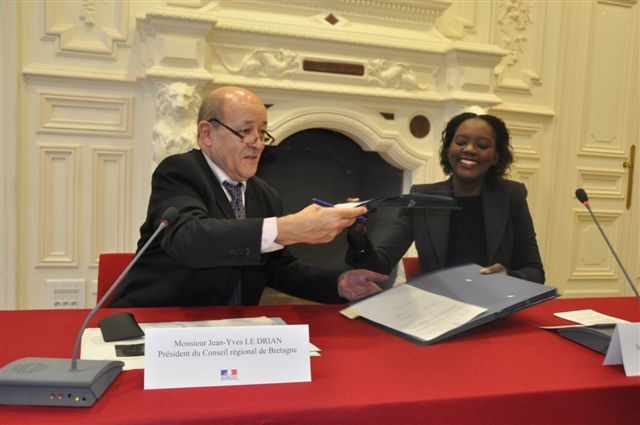
Signature de la convention entre Jean-Yves Le Drian et Rama Yade.

La question du financement du projet est débloquée en 2008 lorsqu'un accord entre la région Bretagne et de l'État est obtenu le 31 mars 2008 pour le financement du projet, ceux-ci amenant respectivement cinq et quatre millions d'euros. Il est à l'époque toujours question d'un équipement situé sur le campus de Ker Lann.
À la même époque, le CREPS de Dinard voit son existence menacée à partir de 2008 et une fermeture est prévue pour 2010. Un plan de sauvegarde est alors monté en incluant l'université Rennes-II pour créer un campus d’excellence sportive pour la région Bretagne. Ce projet est retenu le 27 octobre 2009, et la convention est signée à Rennes le 29 janvier 2010 en présence du président de région Jean-Yves Le Drian et de la secrétaire d'État aux sports Rama Yade. Il est alors arrêté qu'un stade dont les activités seraient limitées à l'athlétisme serait situé à Rennes sur le campus de Villejean à proximité des lieux d'enseignement sportif de l'université,,.

### Réalisation

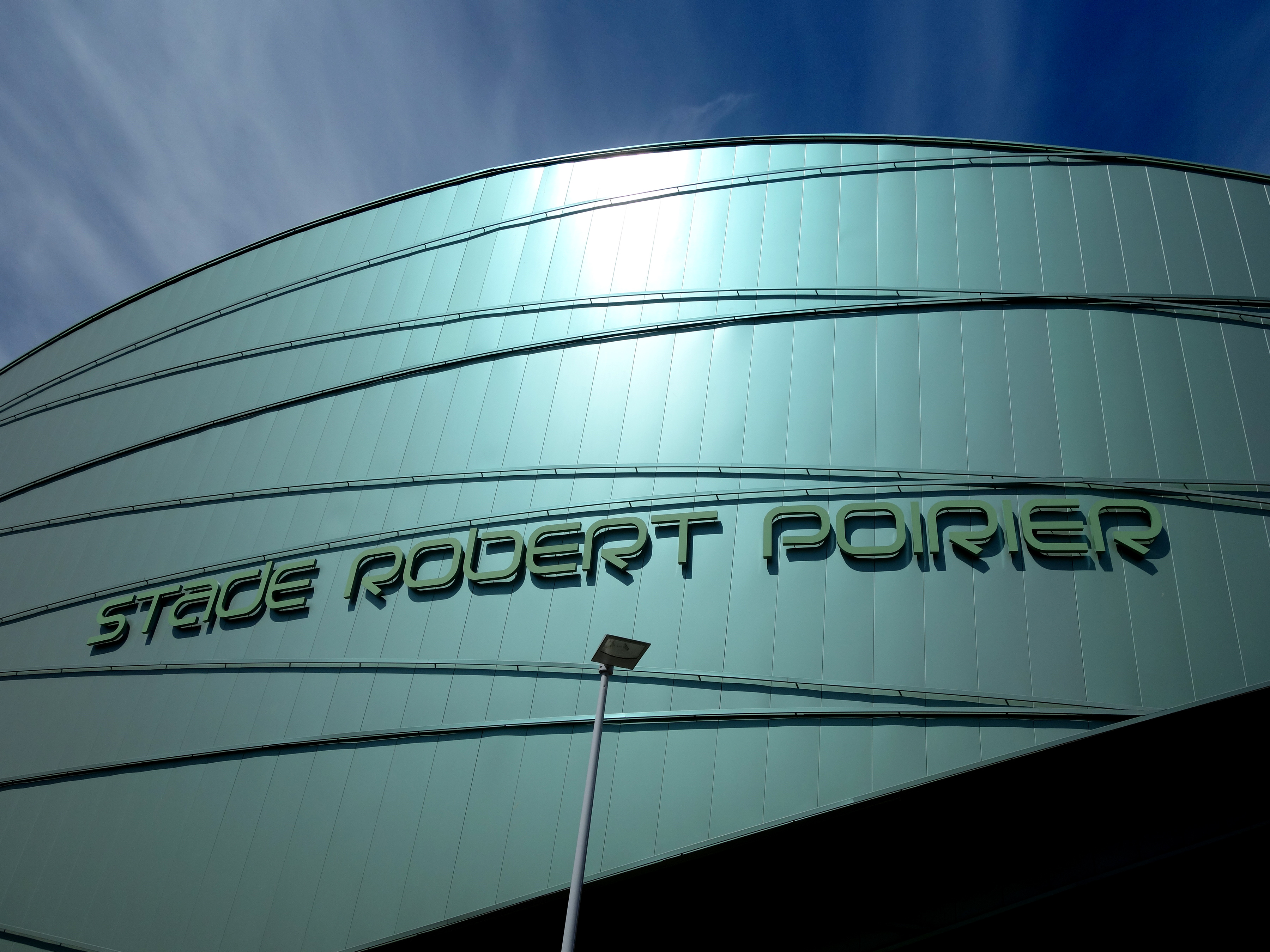
Le fronton du stade « Robert-Poirier ».

Le financement est arrêté pour 12 millions d'euros, et est pris en charge à hauteur de 5,5 millions d'euros par le département, par la région à hauteur de 3 millions d'euros, par l'État à hauteur de 2 millions d'euros, et par Rennes Métropole à hauteur de 1,5 million d'euros. L'avant projet est présenté aux acteurs sportifs fin juin 2011, et le choix du campus de Villejean comme implantation est confirmée.
Le concours d'architecte est lancé en juin 2011 par le conseil général d'Ille-et-Vilaine, et le projet vainqueur, créé par le cabinet Chabanne et Partenaires, est présenté le 1er juillet 2012. Les travaux sont commencés début 2014, avec une cérémonie de pose de la première pierre le 16 février 2014. Le nom de Robert Poirier, ancien médaillé de bronze aux championnats d'Europe d'athlétisme 1966 en 400 mètres haies et ancien directeur technique national de l'athlétisme français, est alors choisi comme nom.

## Infrastructure

### Implantation

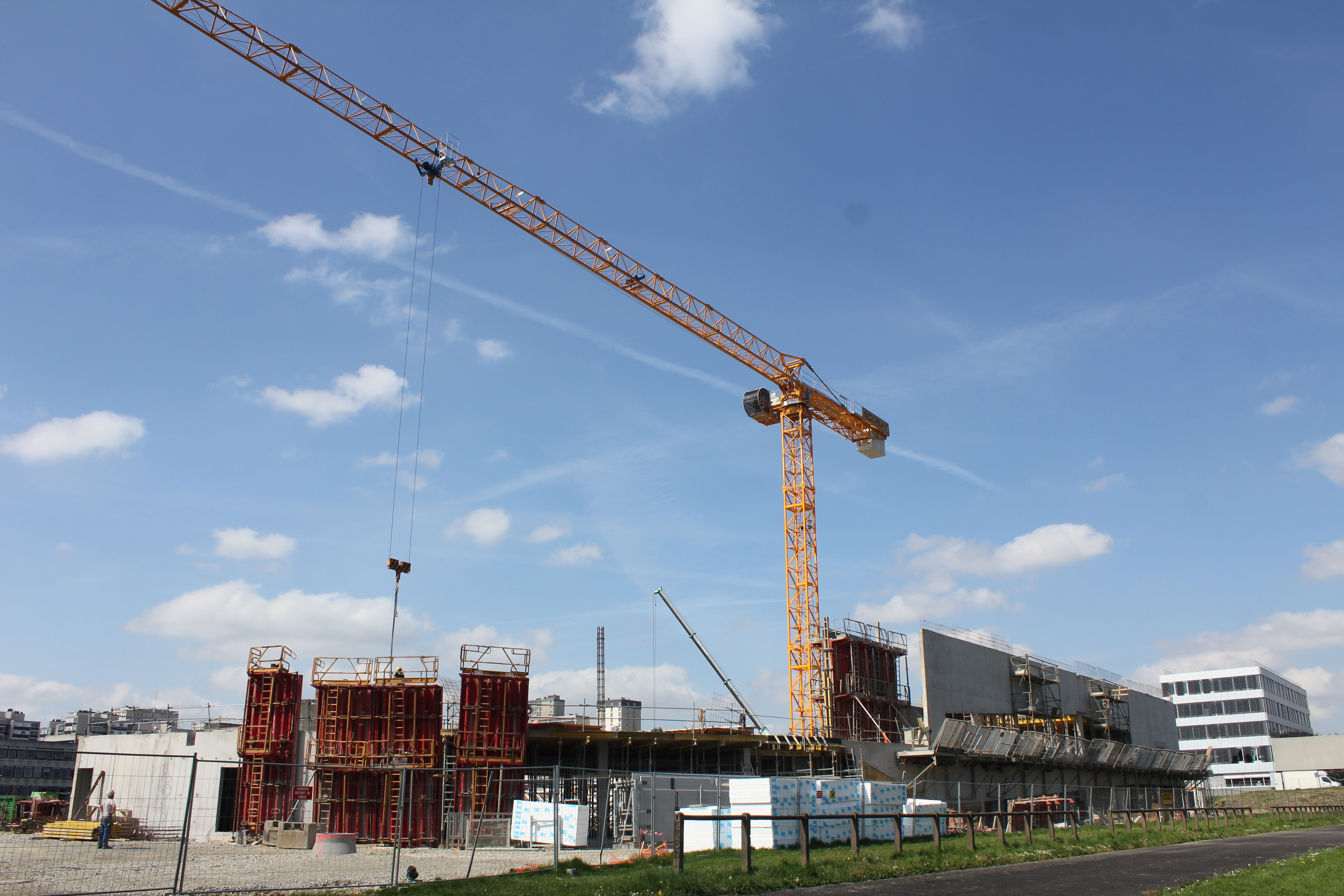
Le stade en construction en 2014

Le stade est implanté sur le campus de Villejean, au nord-ouest de Rennes, dans le quartier Villejean - Beauregard. Il est situé à proximité de la station Villejean - Université de la ligne a du métro de Rennes, et du Centre hospitalier universitaire de Pontchaillou.

### Architecture
Le bâtiment est le fait du cabinet Chabanne et Partenaires, et dispose d'une surface de 5 830 m2. Selon le cabinet, l'allure du bâtiment doit rappeler le travail du sportif : « Les lignes tendues de l'enveloppe symbolisent l'effort musculaire des athlètes (...) La peinture est également un clin d'œil à la discipline. On compte utiliser les couleurs de type or, argent et bronze, qui rappellent les trois médailles après lesquelles courent les athlètes. ».
L'équipement est équipé d'un anneau de 200 m pour la course à pied et d'un couloir de sprint de 60 m avec six couloirs. Pour les autres disciplines de l'athlétisme, des aires pour le lancer de poids, pour le saut en longueur et le triple saut, ainsi que pour le saut en hauteur et pour le saut à la perche sont prévues.
La capacité d'accueil doit être de 1 293 places, dont 793 assises, et 500 debout, avec la possibilité de porter les capacités à 1 439 personnes en ajoutant des gradins mobiles. Une des tribunes doit porter le nom de Jean Huitorel, ancien directeur de l'école normale de Rennes.

## Usages

### Vaccinodrome
Dans le cadre de la vaccination contre la Covid-19, le stade Robert-Poirier est mis à disposition à compter du 7 avril 2021 pour s'imposer comme le plus grand centre départemental. Géré par les pompiers, il monte progressivement en puissance pour réaliser plus de 3 000 injections par jour pendant la période estivale. Le centre de vaccination ferme définitivement le 30 octobre de la même année, et aura réalisé plus de 356 000 injections.

### Autre

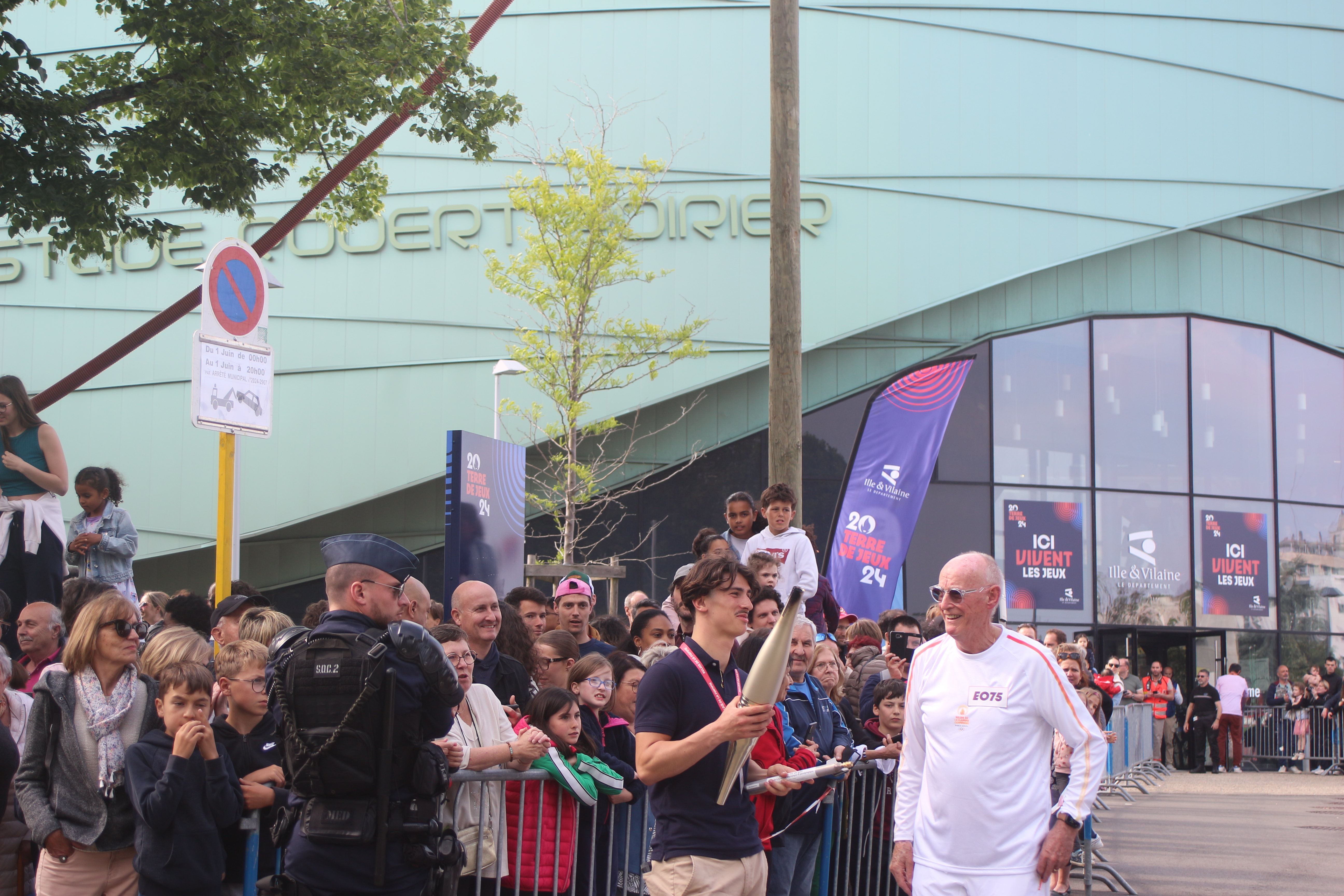
Robert Poirier (en blanc), qui donne son nom au stade, se prépare à porter la flamme olympique en 2024.

Le site est utilisé lors du passage de la flamme olympique en 2024. Robert Poirier, qui donne son nom au stade, est alors relayeur
.

## Sources